# Frank Dorsin
Frank Folke Dorsin, född 25 september 2005, är en svensk skådespelare.

## Biografi
Frank Dorsin är uppväxt i Stockholm och är son till Henrik och Hanna Dorsin. Han debuterade som barnskådespelare i SVT-serien Bonusfamiljen 2017 och gjorde sedan titelrollen som "Lasse" i filmen Lasse-Majas detektivbyrå – Det första mysteriet (2018). Därefter har han medverkat i ett flertal filmer och TV-serier, däribland huvudrollen "Otto" i SVT-serien Hack my Heart (2023).

## Filmografi
- 2017–2021 – Bonusfamiljen (TV-serie)
- 2018 – Fettknölen (röst)
- 2018 – LasseMajas detektivbyrå – Det första mysteriet
- 2019 – Brorsor 4ever (TV-serie)
- 2019 – Legendarerna (TV-serie) (röst)
- 2019 – Tror du jag ljuger?
- 2020 – Berts dagbok
- 2022 – Göta kanal 4 – Vinna eller försvinna
- 2022 – Länge leve bonusfamiljen
- 2022 – Karma & Jonar (röst)
- 2022–2023 – Alla vi Karlssons (TV-serie)
- 2023 – Hack my Heart (TV-serie)